# Az angol zászlók képtára

Az Egyesült Királyság ma is érvényes hivatalos zászlaja, formája 1801-ből való, a Szent György-kereszt, Szent András Saltire és Szent Patrik Saltire összevonásából származik

Ez a galéria Anglia zászlóit mutatja be. Lásd még: A brit zászlók képtára

## Nemzeti zászló
| Zászló | Dátum      | Használat                                             | Leírás                    |
| ------ | ---------- | ----------------------------------------------------- | ------------------------- |
|        | 1300 körül | Anglia zászlaja, Szent György Kereszt néven is ismert | Fehér mezőn vörös kereszt |

## Hercegi lobogók
| Zászló | Dátum | Használat                         | Leírás                      |
| ------ | ----- | --------------------------------- | --------------------------- |
|        |       | Cornwall hercegének lobogója      | 15 arany kör fekete mezőben |
|        |       | Lancaster hercegének lobogója     |                             |
|        |       | Lord Warden Cinque Ports zászlaja |                             |

## Kormány
| Zászló | Dátum | Használat                                          | Leírás                                                                   |
| ------ | ----- | -------------------------------------------------- | ------------------------------------------------------------------------ |
|        |       | A londoni rendőrség zászlaja (Metropolitan Police) | A Metropolitan Police jelvénye kék háttéren, a széeln fehér négyzetekkel |

## Egyház
| Zászló | Dátum | Használat                       | Leírás |
| ------ | ----- | ------------------------------- | ------ |
|        |       | A Westminsteri apátság zászlaja |        |

## Regionális
| Zászló | Dátum | Használat                               | Leírás                                                  |
| ------ | ----- | --------------------------------------- | ------------------------------------------------------- |
|        |       | Bedfordshire                            |                                                         |
|        |       | Buckinghamshire                         |                                                         |
|        | 2013  | Cheshire                                |                                                         |
|        |       | Szent Piran zászlaja, Cornwall zászlaja | Fehér kereszt fekete mezőn                              |
|        |       | Devon, Szent Petrock zászlaja           | Fehér kereszt fekete szegéllyel zöld mezőn              |
|        | 2008  | Dorset                                  | Fehér kereszt vörös szegéllyel sárga mezőn              |
|        | 2013  | Durham                                  |                                                         |
|        |       | Essex                                   |                                                         |
|        |       | Gloucestershire                         |                                                         |
|        |       | Hampshire                               |                                                         |
|        | 2008  | Hertfordshire                           |                                                         |
|        |       | Kelet-Anglia                            |                                                         |
|        |       | Kent                                    |                                                         |
|        |       | Lancashire                              | Vörös rózsa sárga mezőn                                 |
|        | 2005- | Lincolnshire                            |                                                         |
|        |       | City of London                          | Vörös kereszt fehér mezőn, vörös karddal a felsőszögben |
|        |       | Mercia                                  | Sárga Andráskereszt sötétkék mezőn                      |
|        |       | Northamptonshire                        |                                                         |
|        |       | Northumberland                          | Nyolc sárga téglalap vörös mezőn                        |
|        | 2008  | Nottinghamshire                         |                                                         |
|        |       | Oxfordshire                             |                                                         |
|        |       | Somerset                                | Vörös sárkány sárga mezőn                               |
|        |       | Staffordshire                           |                                                         |
|        |       | Surrey                                  |                                                         |
|        |       | Sussex                                  | Hat sárga madarak sötétkék mezőn                        |
|        |       | Warwickshire                            |                                                         |
|        |       | Wessex                                  |                                                         |
|        |       | Wight-sziget                            |                                                         |
|        |       | Wiltshire                               |                                                         |
|        | 2013  | Worcestershire                          |                                                         |
|        |       | Yorkshire                               | Fehér rózsa sötétkék mezőn                              |

### Nemzeti és tengeri zászlók
| Zászló | Dátum      | Használat                        | Leírás                              |
| ------ | ---------- | -------------------------------- | ----------------------------------- |
|        | 1600 körül | Angol kék felségjelzés           | Kék felségjelzés Anglia zászlajával |
|        | 1649–1658  | Az Angol Nemzetközösség zászlaja |                                     |
|        | 1658–1660  | Az Angol Nemzetközösség zászlaja |                                     |

### Királyi standard
| Zászló | Dátum     | Használat                                             | Leírás |
| ------ | --------- | ----------------------------------------------------- | ------ |
|        | 1406–1603 | Anglia királyi lobogója, először IV. Henrik használta |        |